# Ptychostomella higginsi
Ptychostomella higginsi is een buikharige uit de familie Thaumastodermatidae. Het dier komt uit het geslacht Ptychostomella. Ptychostomella higginsi werd in 2004 voor het eerst wetenschappelijk beschreven door Clausen. 